# Computer Week
Computer Week è stata una rivista italiana di informatica edita dalla Sprea Editori S.p.A.

## Storia
La rivista nasce nell'agosto 2004, sotto la guida di Giancarlo Calzetta, editor che ha guidato la rivista fino alla sua chiusura.
Computer Week è stata la prima rivista d'informatica in Italia a uscita settimanale; era rivolta a un target di consumatori che usano i mezzi informatici nella media, non essendo una pubblicazione rivolta a esperti del settore. La rivista aveva una foliazione di 68 pagine.
Il sottotitolo di copertina recitava il motto "la tecnologia è facile da usare". La rivista aveva un prezzo di 1 euro e 50 centesimi (+ il costo di eventuali allegati). Le pubblicazioni si sono fermate al numero 228.

## Caratteristiche
L'informatica di consumo era, ogni settimana, raccontata e spiegata ai lettori attraverso rubriche, divise solitamente in alcune sezioni:
- Compra bene - Descrizione delle offerte di mercato più convenienti della settimana in corso, con prodotti presenti nei negozi tradizionali e su internet a prezzi convenienti.

Il trafiletto "Buone notizie per il portafogli", che descriveva la news più interessante ed economica della settimana.
- Si dice in giro - Rubrica di news e attualità, che informava sulle ultime novità in campo informatico e tecnologico, con un particolare occhio di riguardo per gli appuntamenti della settimana e l'agenda di eventi tecnologici attualmente in corso.
- Ultime novità - Una delle più corpose all'interno del giornale, descriveva gli ultimi prodotti tecnologici, sia hardware che software, in commercio.
- In copertina - Articolo di prima pagina, che merita in ogni numero di essere riportato in copertina.
- Programmi - Divisa in tre sottosezioni:
  - Provati per voi - Illustrava una sfida tra alcuni software dello stesso tipo e ci permetteva di visualizzare una classifica comparatoria, con la spiegazione relativa degli aspetti positivi, negativi e dei commenti della redazione che li ha testati.
  - In pratica - Sezione che guidava passo passo a utilizzare funzioni o programmi in particolare, con molte immagini esplicative.
  - Trucchi e segreti - Spiegava ogni settimana trucchetti relativi all'uso di alcuni software molto diffusi e di solito gratuiti, in modo da velocizzarne l'uso.
- Hardware - Illustrava un test molto dettagliato e specifico tra alcuni prodotti in commercio e, di ognuno, erano descritti aspetti positivi e negativi, con una tabella finale dei punti ottenuti e la proclamazione dei vincitori.
- Sicurezza - Descriveva in semplici schede i malware informatici più diffusi, con le indicazioni su come riconoscerli. Inoltre, era presente un breve articolo su un tema di sicurezza molto attuale, in modo da stare sempre al riparo da eventuali truffe informatiche nelle quali poter cadere. Infine, degno di nota è un riquadro che descriveva un prodotto software per la sicurezza e la vignetta Lugwid di Gabriele Mottingelli, che descriveva il mondo dei malware.
- Internet - Iniziava con la descrizione di alcuni software legati al mondo di internet, continuava con la sottosezione Scelti per voi, che mostrava una selezione di siti internet che riguardano un tema particolare diverso ogni settimana, e finiva con la sottosezione Novità, che illustrava una selezione di siti internet di diverso argomento degni di nota, più i pareri della redazione.
- Giochi e CD-ROM - Descriveva ogni settimana i migliori giochi presenti sul mercato, con i pareri di chi li ha provati.
- High-tech - Sezione dedicata a video e fotografia digitali, con particolare occhio di riguardo verso gli attrezzi tecnologici più all'avanguardia.
- Filo diretto. Chiedilo all'esperto - Le lettere e le richieste d'aiuto dei lettori sul forum online agli altri utenti.
- Lo dice l'avvocato - Valentina Frediani, consulente legale informatico, spiegava ogni settimana un argomento della tecnologia visto sotto l'aspetto della giurisdizione.
- Stranezze - Le curiosità e le segnalazioni dei lettori più strane pescate dalla grande rete.
- L'ultima pagina della rivista, infine, mostrava sempre un riassunto di ciò che si sarebbe trovato nel prossimo numero della rivista.

## Le pubblicazioni
In allegato alla rivista erano pubblicati periodicamente manuali cartacei, CD-ROM o DVD contenenti software o giochi completi.

## La chiusura
Il 14 dicembre 2009, sul forum, è stato annunciato che la rivista Computer Week aveva chiuso le pubblicazioni.